# Ютрихау
Ютрихау (нем. Jütrichau) — община в Германии, в земле Саксония-Анхальт. 
Входит в состав района Анхальт-Цербст. Подчиняется управлению Эльбе-Эле-Нуте.  Население составляет 512 человек (на 31 декабря 2006 года). Занимает площадь 18,22 км².